# Motril
Motril er en by og kommune i det sydøstlige Spanien i provinsen Granada. Den har et indbyggertal på 59.632 (2024) indbyggere.
Kong Baudouin af Belgien døde i denne kommune i 1993.